# Cancer Journal
The Cancer Journal is een internationaal, aan collegiale toetsing onderworpen wetenschappelijk tijdschrift op het gebied van de oncologie. De naam wordt in literatuurverwijzingen meestal afgekort tot Canc. J. Het wordt uitgegeven door Lippincott Williams & Wilkins namens de American Radium Society en verschijnt tweemaandelijks.